# Syed Mohammed Arif
Syed Mohammed Arif Saahab (* 29. Januar 1944) ist ein indischer Badmintonspieler, dessen große Erfolge vorwiegend aus der sich an seine aktive Laufbahn anschließenden Trainerkarriere stammen.

## Karriere
Syed Mohammed Arif schloss die University of Hyderabad mit dem B.Sc. ab. Am National Institute of Sports in Patiala legte er sein Diplom als Badmintontrainer ab. 1974 startete er im indischen Nationalteam, dessen Chefcoach er 1997 wurde. Zu seinen Schützlingen gehörten Pullela Gopichand, P. V. V. Lakshmi, Jwala Gutta und Saina Nehwal.
2000 wurde er mit dem Dronacharya Award ausgezeichnet, 2012 mit dem indischen Staatsorden Padma Shri. Er erhielt ebenfalls den Meritorious Certificate Award der Badminton World Federation.